# Vadim Cobîlaș

a Compétitions nationales et continentales officielles uniquement.

b Matchs officiels uniquement.
Dernière mise à jour le 6 juin 2020.
Vadim Cobîlaş, né le 30 juillet 1983 à Soroca (RSS moldave), est un joueur international moldave de rugby à XV évoluant au poste de pilier (1,80 m pour 118 kg). Il est le frère de Maxim Cobîlaș. Il joue en France au sein du club de l'Union Bordeaux Bègles de 2016 à 2023, ainsi qu'en équipe de Moldavie.

## Biographie
Il a joué pour le club russe du VVA Podmoskovye, basé à Monino, qui évolue en Russian Professional Rugby League. En mars 2011, il signe au Sale Sharks ce qui fait de lui le premier joueur de rugby moldave à devenir professionnel en Premiership. 
À l'issue de la saison 2015-2016, il est nommé dans l'équipe type de Premiership, puis il rejoint l'Union Bordeaux Bègles où il signe un contrat pour trois saisons.
En 2018, il est élu meilleur joueur de l'UBB par les internautes de Sud Ouest. En 2020, il prolonge d'un an son contrat avec l'UBB, ce qui l'amène sous contrat jusqu'en 2022. Il est le joueur le plus âgé de la saison 2021-2022 et de la saison 2022-2023 du championnat de France de rugby,,.

## Palmarès

### En club
- Finaliste de la Coupe anglo-galloise en 2013 avec Sale

### Distinctions personnelles
- Membre de l'équipe type du Championnat d'Angleterre en 2016